# Герб Пилвамаа
Герб Пилвамаа (ест. Põlvamaa vapp) разом із прапором є офіційним символом Пилвамаа, одного з повітів Естонії.
Затверджено 7 листопада 1996 року.

## Опис герба
У золотому полі три чорні бобри у перев’яз.

## Значення
Бобри є місцевим символом. Ця тварина поширена на території повіту, в якому розташовано понад 130 озер.